# Хенань Суншань Лунмень
ФК «Хенань Суншань Лунмень», також відомий як Хенань Цзяньє, та «Хенань Констракшнз»(кит.: 河南建业足球俱乐部) — китайський футбольний клуб із Чженчжоу, заснований у 1958 році. Виступає в Суперлізі. Домашні матчі приймає на стадіоні «Шанхай», потужністю 29 860 глядачів.

## Досягнення
- Китайська Суперліга:
  -  Бронзовий призер (1): 2009